# Roberto Chivas
Roberto Vázquez Blanco, conegut artísticament com Roberto Chivas (Gijón, Astúries, 3 de juliol de 1981), és un actor, director i productor de cinema tant per a adults com a nivell convencional espanyol.

## Biografia
Va néixer a Gijón, Astúries, quan era nen es va traslladar amb la seva família a Miami (Florida) on va estar fins als 22 anys i on va realitzar tota la seva formació acadèmica i professional.
En el 2000 Roberto es va establir a Barcelona, on després de diversos correus electrònics de contacte, i un càsting molt reeixit Roberto va començar els seus primers treballs com actor porno en la productora IFG, la mateixa productora que tenia en exclusiva a actors de renom com Nacho Vidal, Rocco Siffredi, Belladonna, i Sylvia Saint entre altres d'aquella època.
El seu nom artístic de "Chivas" procedeix d'una ampolla de whisky que estava en una taula quan aquest signava uns drets d'imatge mentre discutia amb uns productors quin nom anava a usar de manera professional per ser identificat.
El 2002 Roberto es va establir a Amsterdam durant 18 mesos després de rebre una oferta per a treballar allí. Això ho compaginava viatjant entre Espanya, Alemanya i França per a continuar creixent com a actor.
Va assistir al Festival Internacional de Cinema Eròtic de Barcelona (FICEB) amb la productora IFG tots els anys consecutius.
Roberto va sofrir una crisi nerviosa en el 2004, desenvolupant una alopècia que el va deixar pràcticament sense pèl quan estava arrencant la seva carrera com a actor. El llavors actor va començar a utilitzar mocadors per a ocultar l'alopècia mentre continuava actuant davant les càmeres. Aquesta malaltia transitòria li va durar 16 mesos, després el seu pèl ha crescut amb normalitat com en posteriors rodatges.
En el 2005 va tenir el seu primer contracte de contingut exclusiu amb l'empresa americana Flash Cash qui el van contractar per a dur a terme escenes rodades entre Barcelona i Budapest. Aquest mateix any va viatjar amb la productora IFG i més artistes de renom internacional a Districte Federal, Mèxic, on se celebrava el 2n Festival de Cinema Eròtic de Mèxic i on va rebre el seu primer premi al Millor Actor de Repartiment a més va destacar molt al país per tenir de cognom el nom d'un dels clubs de futbol més importants de Mèxic, Chivas.
Aquest mateix any, Roberto va rebre el seu segon premi com a Millor Actor de Repartiment 2005 en el Festival Internacional de Cinema Eròtic de Barcelona. FICEB Barcelona
En el 2006 Roberto va guanyar el premi al Millor Actor de Repartiment Internacional pel seu paper en la pel·lícula 2 Sex Angels en el Festival Internacional de Cinema Eròtic de Madrid.
En el 2007 mentre rodava a Budapest per a una productora americana, Roberto va començar la seva interpretació més ambiciosa fins avui prenent el personatge protagonista en una pel·lícula eròtic-convencional titulada Mi padre. Un rodatge d'alguns mesos de rodatge professional amb un pressupost de 300.000 €, una xifra molt elevada per al conegut en les pel·lícules de contingut eròtic i que faria que Roberto guanyés diversos premis com a Millor Actor per la seva interpretació en aquesta pel·lícula.

## Retirada i retorn
El 2009 va assegurar que es retirava del porno, després d'anunciar la necessitat de tenir un temps de reflexió en la seva vida per a poder encaminar el seu futur. Durant aquest any va tenir cert ressò en aparèixer al programa Sálvame en referència a la relació entre Pipi Estrada i Lucía Lapiedra.
En el 2011 Roberto va fundar la productora de cinema per adults Explicital collint amb aquesta aposta grans èxits després de rodar a Miami, Los Angeles, i Espanya contingut tant de parla hispana com en anglès.
Va continuar rebent homenatges durant els anys 2012 i 2013 participant en el FICEB, i rebent múltiples reconeixements. Roberto també és popular pels seus coneguts i amics personatges de la TV fent-los partícips de promocionar les seves marques en els esdeveniments així com en TV i premsa de tirada nacional.¡
En el 2013, i després d'una reeixida presència amb la seva productora en el Festival Internacional de Cinema Eròtic de Barcelona, rebent 4 premis per a la seva marca en les categories de:
Millor Actor de l'Any (Rafa García), Millor Director de l'Any (Roberto Chivas), Millor Actriu de l'Any (Gigi Love), i Millor Pàgina web per a Adults de l'Any (Explicital) Roberto va rebre una oferta per l'adquisició global de la seva productora per part d'una empresa del Canadà. Després de diverses negociacions durant mesos, Roberto va acceptar l'oferta i va vendre l'empresa que el mateix va fundar.
Cal destacar que Roberto va ser el primer actor/director que va imposar en Espanya i Los Angeles l'ús del preservatiu en totes les seves produccions des del començament amb la seva productora Explicital i aquesta actuació ha motivat a molts altres productors del sector a inclinar les seves postures perquè, com diu Roberto: "Els professionals del sector hem de donar exemple del sexe segur utilitzant el preservatiu en totes les produccions".

## Premis
- 2005 Premi al Millor Actor de Repartiment en el 2n Festival de Cinema Eròtic de D.F. Districte Federal, Mèxic.[2]
- 2005 Premi al Millor Actor de Repartiment en el Festival Internacional de Cinema Eròtic de Barcelona FICEB.
- 2006 Premi al Millor Actor de Repartiment Internacional en el 2n Festival de Cinema Eròtic de Madrid.
- 2007 Premi al Millor Actor Espanyol al Festival Internacional de Cinema Eròtic de Barcelona (FICEB) pel seu paper en la pel·lícula Mi padre.[6]
- 2007 Premi al Millor Actor Europeu al Festival Internacional de l'Erotisme de Brussel·les[7]
- 2008 Premi al Millor Actor de l'any al Festival Eròtic de Sant Sebastià pel seu paper en la pel·lícula "Mi Padre".[14]
- 2013 Premi al Millor Director de l'any FICEB 2013 Premis Primera Línea.[15]
- 2013 Premi a la Millor Web de continguts per a adults de l'any EXPLICITAL FICEB 2013 Premi Primera Línea.